# Сударшан, Джордж
Эннакал Чанди Джордж Сударшан (англ. Ennackal Chandy George Sudarshan; 16 сентября 1931 — 14 мая 2018) — американский физик-теоретик индийского происхождения, профессор Техасского университета в Остине.

## Биография
Джордж Сударшан родился в маленькой деревушке Паллам в Керале на юге Индии. Он получил среднее образование в колледже Church Mission Society , а в 1951 году окончил Христианский колледж в Мадрасе. В 1952 году он получил степень магистра в Мадрасском университете. После этого он устраивается в Tata Institute of Fundamental Research (TIFR), где в течение непродолжительного времени работает под руководством Хоми Джехангира Бабы. Далее он перебирается в Нью-Йорк, поступая в Рочестерский университет, где его научным руководителем становится Роберт Маршак. В 1958 году Сударшан получает степень доктора философии в этом университете.

## Научный вклад
Сударшан сделал значительный вклад сразу в несколько направлений физической науки. Вместе с Робертом Маршаком он разработал V-A теорию слабого взаимодействия, которая позже была переоткрыта Ричардом Фейнманом и Мюрреем Гелл-Манном и привела в итоге к созданию теории электрослабого взаимодействия. Фейнман в 1963 году по этому поводу сказал следующее: «Открытие V-A теории осуществили Сударшан и Маршак, а опубликовали её Фейнман и Гелл-Манн».
Также Сударшан развил идею квантовой репрезентации когерентного излучения. За эту работу в 2005 году Нобелевской премией был награждён Рой Глаубер. В целом, наибольший вклад учёный внёс именно в квантовую оптику, разработав теоремы эквивалентности для классической и квантовой оптики, а также теоремы для строго квантовых оптических явлений.
Он первым предположил возможность существования тахионов, частиц со скоростью больше световой. Также благодаря ему (и другим учёным) распространение получили динамические отображения, которые используются при изучении теории открытых квантовых систем. В сотрудничестве с Байдьянаитом Мисрой он внёс в обиход квантовый эффект Зенона.
Сударшан преподавал в TIFR, Рочестерском университете, Сиракьюсском университете и в Гарварде. С 1969 года он является профессором физических наук Техасского университета в Остине, а также старшим профессором Научного института Индии. В 1980-е годы на протяжении 5 лет он работал директором Института математических наук в индийском городе Ченнай, не прекращая научной практики в США.
Учёный неоднократно встречался со знаменитым философом Джидду Кришнамурти, проводя с ним дискуссии на различные темы. Помимо физики, Сударшан также изучал Веданту, одну из школ философии индуизма.

## Споры о Нобелевской премии
Нобелевский комитет не единожды обошёл вниманием научные труды Сударшана, хотя за аналогичные работы другие учёные были удостоены Нобелевской премии. Наиболее яркий пример имел место при присуждении награды в 2005 году. Ряд физиков написали письмо в Шведскую академию, заявляя, что Сударшан должен был получить премию вместе с Глаубером за их работу в области квантовой оптики (диагональное представление или представление Сударшана-Глаубера). Нобелевский комитет нередко подвергается критике за то, что игнорирует работы одних учёных и награждает других за те же научные изыскания.
Позже Сударшан сам прокомментирует эту ситуацию в газете Hindustan Times, не скрывая своего разочарования решением комитета: «Нобелевская премия по физике 2005 года была присуждена за мои труды, но я не был в числе тех, кто её получил. Каждое из открытий, которое было удостоено этой премии, основывалось на моих исследованиях. [...] Ирония ситуации в том, что даже при доступности всех этих фактов в печати диагональное представление вместо того, чтобы называться представлением Сударшана, именуется либо как P-представление (как если бы Глаубер открыл её первым), либо в лучшем случае как представление Глаубера-Сударшана».
Также Сударшан указал на то, что в 1979 году Нобелевский комитет также обошёл его работу стороной: «Стивен Вайнберг, Шелдон Глэшоу и Абдус Салам основывались на работе, которую я проделал ещё будучи 26-летним студентом. Если вы даёте премию за какое-либо сооружение, то не логично ли сперва наградить того, кто построил первый этаж, а уже потом тех, кто построил второй этаж?»

## Награды и членства
- Премия имени Рамана (1970)
- Член Индийской национальной академии наук (1973)[8]
- Падма Бхушан (1976)
- Медаль Бозе (1977)
- Премия по физике Всемирной академии наук (1985)
- Член Всемирной академии наук (1986)[9]
- Падма Вибхушан (2007)
- Премия Майораны (2006)[10]
- Медаль Дирака (2010)